# Luis José Hernández
Luis José Hernández (* 27. April 1996 in Madrid) ist ein spanischer Eishockeyspieler, der seit Beginn seiner Karriere beim Majadahonda HC spielt. Seit 2013 spielt er für die Mannschaft aus dem Madrider Umland in der Superliga, der höchsten Spielklasse Spaniens.

## Karriere
Luis José Hernández begann seine Karriere als Eishockeyspieler in der Nachwuchsabteilung des Majadahonda HC. 2012 spielte er erstmals in der zweiten Mannschaft des Klubs, mit der er 2015 die 1ª División de Hockey Hielo, die zweite spanische Liga, gewinnen konnte. In der Spielzeit 2013/14 gab er sein Debüt in der Superliga, der höchsten spanischen Spielklasse. Nachdem er 2015/16 auch für die Brantford Steelfights in der kanadischen Greater Metro Hockey League spielte, ist er seit 2016 ausschließlich für die erste Mannschaft des Majadahonda HC aktiv.

### International
Für Spanien nahm Hernández im Juniorenbereich an den U18-Weltmeisterschaften 2013 und 2014 sowie den U20-Weltmeisterschaften 2015 und 2016 jeweils in der Division II teil.
Im Seniorenbereich gab er sein Debüt für Spanien bei der Weltmeisterschaft 2018, als ihm mit den Iberern der Aufstieg von der B- in die A-Gruppe der Division II gelang.

## Erfolge und Auszeichnungen
- 2015 Gewinn der 1ª División de Hockey Hielo mit der zweiten Mannschaft des CH Majadahonda
- 2018 Aufstieg in die Division II, Gruppe A, bei der Weltmeisterschaft der Division II, Gruppe B